# UEFA Europa League 2010-2011 (fase a gironi)

## Gruppi
| Gruppo A                                                | Gruppo B                                                          | Gruppo C                                    |
| ------------------------------------------------------- | ----------------------------------------------------------------- | ------------------------------------------- |
| - Juventus - Manchester City - Salisburgo - Lech Poznań | - Atlético Madrid - Bayer Leverkusen - Rosenborg - Arīs Salonicco | - Sporting CP - Lilla - Levski Sofia - Gent |

| Gruppo D                                            | Gruppo E                                             | Gruppo F                                        |
| --------------------------------------------------- | ---------------------------------------------------- | ----------------------------------------------- |
| - Villarreal - Club Bruges - Dinamo Zagabria - PAOK | - AZ Alkmaar - Dinamo Kiev - BATE - Sheriff Tiraspol | - CSKA Mosca - Palermo - Sparta Praga - Losanna |

| Gruppo G                                          | Gruppo H                                   | Gruppo I                                          |
| ------------------------------------------------- | ------------------------------------------ | ------------------------------------------------- |
| - Zenit - Anderlecht - AEK Atene - Hajduk Spalato | - Stoccarda - Getafe - Odense - Young Boys | - PSV Eindhoven - Sampdoria - Metalist - Debrecen |

| Gruppo J                                            | Gruppo K                                         | Gruppo L                                       |
| --------------------------------------------------- | ------------------------------------------------ | ---------------------------------------------- |
| - Siviglia - Paris SG - Borussia Dortmund - Karpaty | - Liverpool - Steaua Bucarest - Napoli - Utrecht | - Porto - Beşiktaş - CSKA Sofia - Rapid Vienna |

### Gruppo A
| Squadra         | P.ti | G | V | P | S | GF | GS | DR |
| --------------- | ---- | - | - | - | - | -- | -- | -- |
| Manchester City | 11   | 6 | 3 | 2 | 1 | 11 | 6  | +5 |
| Lech Poznań     | 11   | 6 | 3 | 2 | 1 | 11 | 8  | +3 |
| Juventus        | 6    | 6 | 0 | 6 | 0 | 7  | 7  | 0  |
| Salisburgo      | 2    | 6 | 0 | 2 | 4 | 1  | 9  | -8 |

#### Risultati
| Arbitro: | Georgios Daloukas |

|  |           |                 |
|  | Marcatori | 8’ Silva 63’ Jô |

| Arbitro: | Vladislav Bezborodov |

|                                    |           |                                |
| Chiellini 45+2’, 50’ Del Piero 68’ | Marcatori | 13’ (rig.), 30’, 90+2’ Rudņevs |

| Arbitro: | Kristinn Jakobsson |

|                         |           |  |
| Arboleda 47’ Peszko 80’ | Marcatori |  |

| Arbitro: | Eduardo Iturralde González |

|                |           |              |
| A. Johnson 37’ | Marcatori | 10’ Iaquinta |

| Arbitro: | Zsolt Szabó |

|            |           |            |
| Ŝvento 36’ | Marcatori | 48’ Krasić |

| Arbitro: | Alexandru Dan Tudor |

|                        |           |               |
| Adebayor 13’, 25’, 72’ | Marcatori | 51’ Tshibamba |

| Arbitro: | Pieter Vink |

|                                      |           |              |
| Injac 30’ Arboleda 85’ Mozdzen 90+3’ | Marcatori | 51’ Adebayor |

| Torino 4 novembre 2010, ore 19:00 CET | Juventus          | 0 – 0 referto | Salisburgo | Stadio Olimpico\| Arbitro: \| Daniel Stalhammar \| |
| Arbitro:                              | Daniel Stalhammar |               |            |                                                    |

| Arbitro: | Libor Kovařik |

|                                   |           |  |
| Balotelli 18’, 75’ A. Johnson 78’ | Marcatori |  |

| Arbitro: | Fernando Teixeira Vitienes |

|             |           |              |
| Rudņevs 12’ | Marcatori | 84’ Iaquinta |

| Arbitro: | Maksim Layushkin |

|  |           |            |
|  | Marcatori | 30’ Štilić |

| Arbitro: | István Vad |

|               |           |        |
| Giannetti 43’ | Marcatori | 77’ Jô |

### Gruppo B
| Squadra          | P.ti | G | V | P | S | GF | GS | DR  |
| ---------------- | ---- | - | - | - | - | -- | -- | --- |
| Bayer Leverkusen | 12   | 6 | 3 | 3 | 0 | 8  | 2  | +6  |
| Arīs Salonicco   | 10   | 6 | 3 | 1 | 2 | 7  | 5  | +2  |
| Atlético Madrid  | 8    | 6 | 2 | 2 | 2 | 9  | 7  | +2  |
| Rosenborg        | 3    | 6 | 1 | 0 | 5 | 3  | 13 | -10 |

#### Risultati
| Arbitro: | Mark Clattenburg |

|            |           |  |
| 59’ Javito | Marcatori |  |

| Arbitro: | Nicolai Vollquartz |

|                                  |           |  |
| Helmes 4’, 58’, 61’ Reinartz 38’ | Marcatori |  |

| Arbitro: | Eric Braamhaar |

|                         |           |          |
| Moldskred 37’ Prica 68’ | Marcatori | 43’ Ruiz |

| Arbitro: | Paolo Tagliavento |

|                  |           |              |
| Simão 51’ (rig.) | Marcatori | 39’ Derdiyok |

| Salonicco 21 ottobre 2010, ore 21:05 CEST | Arīs Salonicco    | 0 – 0 referto | Bayer Leverkusen | Kleanthis Vikelidis Stadium\| Arbitro: \| Martin Ingvarsson \| |
| Arbitro:                                  | Martin Ingvarsson |               |                  |                                                                |

| Arbitro: | Cyril Zimmermann |

|                                      |           |  |
| Godín 17’ Agüero 66’ Diego Costa 78’ | Marcatori |  |

| Arbitro: | Vladislav Bezborodov |

|               |           |                            |
| Henriksen 52’ | Marcatori | 4’ Agüero 83’ Tiago Mendes |

| Arbitro: | Bruno Paixão |

|             |           |  |
| Vidal 90+2’ | Marcatori |  |

| Arbitro: | Ivan Bebek |

|                       |           |                                   |
| Forlán 11’ Agüero 16’ | Marcatori | 2’, 51’ (rig.) Koke 81’ Lazaridis |

| Arbitro: | Alan Kelly |

|  |           |         |
|  | Marcatori | 35’ Sam |

| Arbitro: | Thomas Einwaller |

|                          |           |  |
| Cesarec 45+1’ Faty 90+2’ | Marcatori |  |

| Arbitro: | Alexandru Dan Tudor |

|            |           |            |
| Helmes 69’ | Marcatori | 72’ Mérida |

### Gruppo C
| Squadra          | P.ti | G | V | P | S | GF | GS | DR |
| ---------------- | ---- | - | - | - | - | -- | -- | -- |
| Sporting Lisbona | 12   | 6 | 4 | 0 | 2 | 14 | 6  | +8 |
| Lilla            | 8    | 6 | 2 | 2 | 2 | 8  | 6  | +2 |
| Gent             | 7    | 6 | 2 | 1 | 3 | 8  | 13 | -5 |
| Levski Sofia     | 7    | 6 | 2 | 1 | 3 | 6  | 11 | -5 |

#### Risultati
| Arbitro: | Martin Atkinson |

|          |           |                                 |
| Frau 57’ | Marcatori | 11’ Vukčević 34’ Hélder Postiga |

| Arbitro: | Zsolt Szabó |

|                                      |           |                        |
| Joãozinho 42’ Dembélé 60’ Greene 84’ | Marcatori | 23’ Azofeifa 48’ Šuler |

| Arbitro: | Alexandru Dan Tudor |

|            |           |          |
| De Smet 5’ | Marcatori | 21’ Frau |

| Arbitro: | Sascha Kever |

|                                                            |           |  |
| Carriço 30’ Maniche 43’ Salomão 53’ Postiga 61’ Matías 79’ | Marcatori |  |

| Arbitro: | Kristinn Jakobsson |

|             |           |  |
| Chedjou 49’ | Marcatori |  |

| Arbitro: | Alan Kelly |

|                                                            |           |          |
| Salomão 7’ Liédson 13’, 27’ Maniche 37’ Hélder Postiga 59’ | Marcatori | 16’ Wils |

| Arbitro: | Peter Rasmussen |

|                                            |           |             |
| Smolders 7’ (rig.) Conté 79’ Arbeitman 82’ | Marcatori | 39’ Saleiro |

| Arbitro: | Milorad Mažić |

|                         |           |                               |
| Dembélé 11’ Gadzhev 80’ | Marcatori | 35’ de Melo 88’ (aut.) Ivanov |

| Arbitro: | Bas Nijhuis |

|           |           |  |
| Polga 28’ | Marcatori |  |

| Arbitro: | Tommy Skjerven |

|             |           |  |
| Wallace 77’ | Marcatori |  |

| Arbitro: | Carlos Clos Gómez |

|                                     |           |  |
| Obraniak 30’ Alain Frau 56’ Sow 89’ | Marcatori |  |

| Arbitro: | Thorsten Kinhöfer |

|              |           |  |
| Mladenov 45’ | Marcatori |  |

### Gruppo D
| Squadra         | P.ti | G | V | P | S | GF | GS | DR |
| --------------- | ---- | - | - | - | - | -- | -- | -- |
| Villarreal      | 12   | 6 | 4 | 0 | 2 | 8  | 5  | +3 |
| PAOK            | 11   | 6 | 3 | 2 | 1 | 5  | 3  | +2 |
| Dinamo Zagabria | 7    | 6 | 2 | 1 | 3 | 4  | 5  | -1 |
| Club Bruges     | 3    | 6 | 0 | 3 | 3 | 4  | 8  | -4 |

#### Risultati
| Arbitro: | Pavel Královec |

|                         |           |  |
| Rukavina 13’ Sammir 80’ | Marcatori |  |

| Arbitro: | Stefan Johannesson |

|              |           |             |
| Kouemaha 61’ | Marcatori | 78’ Malezas |

| Arbitro: | Fredy Fautrel |

|          |           |  |
| Ivić 56’ | Marcatori |  |

| Arbitro: | Maksim Layushkin |

|                         |           |            |
| Rossi 41’ Rodríguez 56’ | Marcatori | 45+2’ Donk |

| Zagabria 21 ottobre 2010, ore 21:05 CEST | Dinamo Zagabria | 0 – 0 referto | Club Bruges | Maksimir\| Arbitro: \| Alon Yefet \| |
| Arbitro:                                 | Alon Yefet      |               |             |                                      |

| Arbitro: | Marcin Borski |

|           |           |  |
| Rubén 37’ | Marcatori |  |

| Arbitro: | Eric Braamhaar |

|               |           |  |
| Vieirinha 70’ | Marcatori |  |

| Arbitro: | Thomas Einwaller |

|  |           |                       |
|  | Marcatori | 55’ Sammir 59’ Biscan |

| Arbitro: | Manuel Gräfe |

|                                 |           |  |
| Rossi 25’ (rig.), 80’ Rubén 62’ | Marcatori |  |

| Arbitro: | Mark Courtney |

|               |           |              |
| Vieirinha 25’ | Marcatori | 89’ Šćepović |

| Arbitro: | Mark Clattenburg |

|  |           |                 |
|  | Marcatori | 60’ Salpingidis |

| Arbitro: | Milorad Mažić |

|              |           |                       |
| Kouemaha 28’ | Marcatori | 30’, 34’ (rig.) Rossi |

### Gruppo E
| Squadra          | P.ti | G | V | P | S | GF | GS | DR |
| ---------------- | ---- | - | - | - | - | -- | -- | -- |
| Dinamo Kiev      | 11   | 6 | 3 | 2 | 1 | 10 | 6  | +4 |
| BATĖ Borisov     | 10   | 6 | 3 | 1 | 2 | 11 | 11 | 0  |
| AZ Alkmaar       | 7    | 6 | 2 | 1 | 3 | 8  | 10 | -2 |
| Sheriff Tiraspol | 5    | 6 | 1 | 2 | 3 | 5  | 7  | -2 |

#### Risultati
| Arbitro: | Tony Asumaa |

|                             |           |                   |
| Guðmundsson 58’ Jaliens 83’ | Marcatori | 68’ (aut.) Moreno |

| Arbitro: | Markus Strömbergsson |

|                            |           |                            |
| Milevskiy 34’ Eremenko 44’ | Marcatori | 3’ Rodionov 54’ Nekhaychik |

| Arbitro: | Leontios Trattou |

|                                                          |           |                 |
| Rodionov 5’ Kancavy 48’ Renan 77’ (rig.) Olekhnovich 83’ | Marcatori | 89’ Sigthorsson |

| Arbitro: | Jiri Jech |

|                             |           |  |
| Erokhin 8’ Jymmy 37’ (rig.) | Marcatori |  |

| Arbitro: | Douglas McDonald |

|                |           |                              |
| Falkenburg 35’ | Marcatori | 16’ Milevskyj 38’ Khacheridi |

| Arbitro: | Duarte Gomes |

|  |           |              |
|  | Marcatori | 9’ Sasnoŭski |

| Arbitro: | Robert Malek |

|                                   |           |             |
| Rodionov 16’ Pavlov 70’ Renan 75’ | Marcatori | 32’ Erokhin |

| Arbitro: | Espen Berntsen |

|                    |           |  |
| Milevskyj 48’, 61’ | Marcatori |  |

| Arbitro: | Cyril Zimmermann |

|             |           |            |
| Rouamba 54’ | Marcatori | 17’ Holman |

| Arbitro: | César Muñiz Fernández |

|                |           |                                                             |
| Nekhaychik 84’ | Marcatori | 16’ Vukojević 43’ Yarmolenko 50’ (rig.) Gusev 68’ Milevskiy |

| Arbitro: | Alexandru Deaconu |

|                               |           |  |
| Sigthórsson 7’, 84’ Maher 86’ | Marcatori |  |

| Kiev 15 dicembre 2010, ore 19:00 CET | Dinamo Kiev  | 0 – 0 referto | Sheriff Tiraspol | Stadio Dinamo Lobanovski\| Arbitro: \| Knut Kircher \| |
| Arbitro:                             | Knut Kircher |               |                  |                                                        |

### Gruppo F
| Squadra      | P.ti | G | V | P | S | GF | GS | DR  |
| ------------ | ---- | - | - | - | - | -- | -- | --- |
| CSKA Mosca   | 16   | 6 | 5 | 1 | 0 | 18 | 3  | +15 |
| Sparta Praga | 9    | 6 | 2 | 3 | 1 | 12 | 12 | 0   |
| Palermo      | 7    | 6 | 2 | 1 | 3 | 7  | 11 | -4  |
| Losanna      | 1    | 6 | 0 | 1 | 5 | 5  | 16 | -11 |

#### Risultati
| Arbitro: | Anastassios Kakos |

|                                    |           |                             |
| Bony 17’ Kladrubský 68’ Kadlec 75’ | Marcatori | 38’ Maccarone 83’ Hernández |

| Arbitro: | Simon Lee Evans |

|  |           |                                             |
|  | Marcatori | 22’, 80’ (rig.) Vágner Love 68’ Ignashevich |

| Arbitro: | Tommy Skjerven |

|                                           |           |  |
| Doumbia 72’, 86’ Mark González 84’ (rig.) | Marcatori |  |

| Arbitro: | Hannes Kaasik |

|                |           |  |
| Migliaccio 79’ | Marcatori |  |

| Arbitro: | Tony Asumaa |

|                         |           |                                          |
| Bony 10’, 23’ Kucka 20’ | Marcatori | 6’ Meoli 74’ Steuble 90+4’ Carlos Sílvio |

| Arbitro: | Robert Schörgenhofer |

|  |           |                            |
|  | Marcatori | 33’, 59’ Doumbia 82’ Necid |

| Arbitro: | Manuel de Sousa |

|                          |           |               |
| Honda 47’ Necid 50’, 53’ | Marcatori | 10’ Maccarone |

| Arbitro: | Aleksei Kulbakov |

|         |           |                            |
| Katz 6’ | Marcatori | 44’, 90+1’ Bony 75’ Kweuke |

| Arbitro: | Marijo Strahonja |

|                               |           |                                 |
| Rigoni 23’ Pinilla 60’ (rig.) | Marcatori | 51’ (rig.) Kladrubský 62’ Kucka |

| Arbitro: | Michael Weiner |

|                                                 |           |               |
| Necid 18’, 82’ Oliseh 22’ Tošić 40’ Dzagoev 71’ | Marcatori | 90+2’ Carrupt |

| Arbitro: | Martin Ingvarsson |

|            |           |             |
| Kadlec 44’ | Marcatori | 15’ Dzagoev |

| Arbitro: | Anton Genov |

|  |           |           |
|  | Marcatori | 84’ Muñoz |

### Gruppo G
| Squadra               | P.ti | G | V | P | S | GF | GS | DR  |
| --------------------- | ---- | - | - | - | - | -- | -- | --- |
| Zenit San Pietroburgo | 18   | 6 | 6 | 0 | 0 | 18 | 6  | +12 |
| Anderlecht            | 7    | 6 | 2 | 1 | 3 | 8  | 8  | 0   |
| AEK Atene             | 7    | 6 | 2 | 1 | 3 | 9  | 13 | -4  |
| Hajduk Spalato        | 3    | 6 | 1 | 0 | 5 | 5  | 13 | -8  |

#### Risultati
| Arbitro: | Manuel Gräfe |

|            |           |                        |
| Juhasz 66’ | Marcatori | 8’, 33’, 44’ Kerzhakov |

| Arbitro: | Bas Nijhuis |

|                                          |           |                    |
| Djebbour 12’ Liberopoulos 65’ Scocco 89’ | Marcatori | 29’ (rig.) Ibričić |

| Arbitro: | Bülent Yıldırım |

|               |           |  |
| Vukusic 90+5’ | Marcatori |  |

| Arbitro: | Milorad Mažic |

|                                                    |           |                                   |
| Hubocan 1’ Bruno Alves 13’ Lazovic 43’ (rig.), 57’ | Marcatori | 37’ Liberopoulos 83’ (rig.) Kafes |

| Arbitro: | Hannes Kaasik |

|                                     |           |  |
| Boussoufa 31’ Lukaku 71’ Juhasz 75’ | Marcatori |  |

| Arbitro: | Libor Kovařik |

|                        |           |  |
| Bukharov 25’ Danny 68’ | Marcatori |  |

| Arbitro: | Eduardo Iturralde González |

|                          |           |                                        |
| Ljubičić 68’ Vukusic 82’ | Marcatori | 31’ Ionov 48’ (rig.) Huszti 52’ Rosina |

| Arbitro: | Sascha Kever |

|                   |           |           |
| Blanco 49’ (rig.) | Marcatori | 55’ Polák |

| Arbitro: | Marcin Borski |

|                                   |           |          |
| Ionov 12’ Bukharov 65’ Huszti 88’ | Marcatori | 87’ Kanu |

| Arbitro: | Mike Dean |

|            |           |                                          |
| Buljat 90’ | Marcatori | 50’ (rig.) Scocco 61’ Manolas 84’ Blanco |

| Arbitro: | Stefan Johannesson |

|                          |           |  |
| De Sutter 12’ Suárez 41’ | Marcatori |  |

| Arbitro: | Saïd Ennjimi |

|  |           |                                     |
|  | Marcatori | 43’ Bukharov 67’ Rosina 88’ Denisov |

### Gruppo H
| Squadra    | P.ti | G | V | P | S | GF | GS | DR  |
| ---------- | ---- | - | - | - | - | -- | -- | --- |
| Stoccarda  | 15   | 6 | 5 | 0 | 1 | 16 | 6  | +10 |
| Young Boys | 9    | 6 | 3 | 0 | 3 | 10 | 10 | 0   |
| Getafe     | 7    | 6 | 2 | 1 | 3 | 4  | 8  | -4  |
| Odense     | 4    | 6 | 1 | 1 | 4 | 8  | 14 | -6  |

#### Risultati
| Arbitro: | Luca Banti |

|                                          |           |  |
| Cacau 23’ (rig.) Gentner 59’ Tasci 90+2’ | Marcatori |  |

| Arbitro: | Mark Courtney |

|                        |           |               |
| Arizmendi 51’ Rios 81’ | Marcatori | 44’ Andreasen |

| Arbitro: | Alexandru Deaconu |

|               |           |                           |
| Johansson 78’ | Marcatori | 72’ Kuzmanović 86’ Harnik |

| Arbitro: | Robert Malek |

|                |           |  |
| Degen 11’, 64’ | Marcatori |  |

| Arbitro: | Anastassios Kakos |

|            |           |  |
| Marica 29’ | Marcatori |  |

| Arbitro: | Kevin Blom |

|                                             |           |                        |
| Bienvenu 25’ Sutter 34’ Degen 61’ Lulic 75’ | Marcatori | 48’ Utaka 84’ Sørensen |

| Arbitro: | Aleksandar Stavrev |

|                    |           |  |
| Andreasen 12’, 60’ | Marcatori |  |

| Arbitro: | Marijo Strahonja |

|  |           |                                   |
|  | Marcatori | 26’ Marica 64’ Gebhart 75’ Harnik |

| Arbitro: | Alon Yefet |

|                                      |           |                               |
| Degen 34’ Sutter 78’ Mayuka 81’, 82’ | Marcatori | 48’ Pogrebnyak 68’ Schipplock |

| Arbitro: | Hannes Kaasik |

|                 |           |          |
| Andreasen 90+2’ | Marcatori | 17’ Ríos |

| Arbitro: | Terje Hauge |

|                                                                      |           |           |
| Gebhart 20’ Høegh 48’ (aut.) Gentner 65’ Pogrebnyak 70’ Marica 90+3’ | Marcatori | 72’ Utaka |

| Arbitro: | Pieter Vink |

|               |           |  |
| Sardinero 15’ | Marcatori |  |

### Gruppo I
| Squadra   | P.ti | G | V | P | S | GF | GS | DR |
| --------- | ---- | - | - | - | - | -- | -- | -- |
| PSV       | 14   | 6 | 4 | 2 | 0 | 10 | 3  | +7 |
| Metalist  | 11   | 6 | 3 | 2 | 1 | 9  | 4  | +5 |
| Sampdoria | 5    | 6 | 1 | 2 | 3 | 4  | 7  | -3 |
| Debrecen  | 3    | 6 | 1 | 0 | 5 | 4  | 13 | -9 |

#### Risultati
| Arbitro: | Aleksandar Stavrev |

|  |           |                                                            |
|  | Marcatori | 24’, 74’ Edmar 34’ Cleiton Xavier 77’ Fininho 89’ Valyayev |

| Arbitro: | Knut Kircher |

|                 |           |                |
| Dzsudzsak 90+1’ | Marcatori | 24’ Cacciatore |

| Arbitro: | Libor Kovařik |

|                    |           |  |
| Pazzini 18’ (rig.) | Marcatori |  |

| Arbitro: | Tony Chapron |

|  |           |                               |
|  | Marcatori | 27’ (rig.) Dzsudzsák 30’ Berg |

| Arbitro: | Nicolai Vollquartz |

|                 |           |                       |
| Mijadinoski 35’ | Marcatori | 40’ Engelaar 65’ Reis |

| Arbitro: | Florian Meyer |

|                               |           |           |
| Taison 38’ Cleiton Xavier 73’ | Marcatori | 32’ Koman |

| Genova 4 novembre 2010, ore 21:05 CET | Sampdoria                  | 0 – 0 referto | Metalist | Stadio Luigi Ferraris\| Arbitro: \| Fernando Teixeira Vitienes \| |
| Arbitro:                              | Fernando Teixeira Vitienes |               |          |                                                                   |

| Arbitro: | Mark Courtney |

|                                  |           |  |
| Afellay 21’ Reis 44’ Wuytens 88’ | Marcatori |  |

| Arbitro: | Daniel Stalhammar |

|                             |           |                 |
| Bódi 52’ (aut.) Oliynyk 88’ | Marcatori | 48’ Czvitkovics |

| Arbitro: | Markus Strömbergsson |

|               |           |                   |
| Pazzini 45+3’ | Marcatori | 51’, 90’ Toivonen |

| Arbitro: | Stanislav Sukhina |

|                |           |  |
| Kabát 48’, 86’ | Marcatori |  |

| Eindhoven 16 dicembre 2010, ore 21:05 CET | PSV Eindhoven     | 0 – 0 referto | Metalist | PSV Stadion\| Arbitro: \| Anastassios Kakos \| |
| Arbitro:                                  | Anastassios Kakos |               |          |                                                |

### Gruppo J
| Squadra             | P.ti | G | V | P | S | GF | GS | DR  |
| ------------------- | ---- | - | - | - | - | -- | -- | --- |
| Paris Saint-Germain | 12   | 6 | 3 | 3 | 0 | 9  | 4  | +5  |
| Siviglia            | 10   | 6 | 3 | 1 | 2 | 10 | 7  | +3  |
| Borussia Dortmund   | 9    | 6 | 2 | 3 | 1 | 10 | 7  | +3  |
| Karpaty             | 1    | 6 | 0 | 1 | 5 | 4  | 15 | -11 |

#### Risultati
| Arbitro: | Claudio Circhetta |

|                                         |           |                                               |
| Holodjuk 45’ Kopolovec' 52’ Kožanov 78’ | Marcatori | 13’ (rig.) Sahin 27’, 90+1’ Götze 87’ Barrios |

| Arbitro: | Robert Schörgenhofer |

|  |           |          |
|  | Marcatori | 76’ Nenê |

| Arbitro: | Marijo Strahonja |

|                    |           |  |
| Jallet 4’ Nenê 20’ | Marcatori |  |

| Arbitro: | Mike Dean |

|  |           |                |
|  | Marcatori | 45+1’ Cigarini |

| Arbitro: | Bas Nijhuis |

|  |           |             |
|  | Marcatori | 34’ Kanoute |

| Arbitro: | Jonas Eriksson |

|                  |           |              |
| Sahin 50’ (rig.) | Marcatori | 86’ Chantome |

| Parigi 4 novembre 2010, ore 21:05 CET | Paris SG       | 0 – 0 referto | Borussia Dortmund | Parco dei Principi\| Arbitro: \| Pavel Královec \| |
| Arbitro:                              | Pavel Královec |               |                   |                                                    |

| Arbitro: | Bülent Yıldırım |

|                                         |           |  |
| Alfaro 9’, 42’ Cigarini 30’ Negredo 52’ | Marcatori |  |

| Arbitro: | Eric Braamhaar |

|                                       |           |  |
| Kawaga 5’ Hummels 49’ Lewandowski 89’ | Marcatori |  |

| Arbitro: | Luca Banti |

|                                     |           |                  |
| Bodmer 17’ Hoarau 20’, 47’ Nenê 45’ | Marcatori | 32’, 36’ Kanouté |

| Arbitro: | Espen Berntsen |

|               |           |               |
| Fedetskiy 45’ | Marcatori | 37’ Luyindula |

| Arbitro: | Aleksei Nikolaev |

|                         |           |                       |
| Romaric 31’ Kanouté 35’ | Marcatori | 4’ Kagawa 49’ Subotić |

### Gruppo K
| Squadra         | P.ti | G | V | P | S | GF | GS | DR |
| --------------- | ---- | - | - | - | - | -- | -- | -- |
| Liverpool       | 10   | 6 | 2 | 4 | 0 | 8  | 3  | +5 |
| Napoli          | 7    | 6 | 1 | 4 | 1 | 8  | 9  | -1 |
| Steaua Bucarest | 6    | 6 | 1 | 3 | 2 | 9  | 11 | -2 |
| Utrecht         | 5    | 6 | 0 | 5 | 1 | 5  | 7  | -2 |

#### Risultati
| Napoli 16 settembre 2010, ore 21:05 CEST | Napoli     | 0 – 0 referto | Utrecht | Stadio San Paolo\| Arbitro: \| István Vad \| |
| Arbitro:                                 | István Vad |               |         |                                              |

| Arbitro: | César Muñiz Fernández |

|                                               |           |            |
| Joe Cole 1’ N'Gog 55’ (rig.), 90+1’ Lucas 81’ | Marcatori | 13’ Tanase |

| Arbitro: | Marcin Borski |

|                                            |           |                                    |
| Cribari 2’ (aut.) Tanase 11’ Kapetanos 16’ | Marcatori | 44’ Vitale 73’ Hamšík 90+8’ Cavani |

| Utrecht 30 settembre 2010, ore 19:00 CEST | Utrecht      | 0 – 0 referto | Liverpool | Stadion Galgenwaard\| Arbitro: \| Duarte Gomes \| |
| Arbitro:                                  | Duarte Gomes |               |           |                                                   |

| Napoli 21 ottobre 2010, ore 19:00 CEST | Napoli            | 0 – 0 referto | Liverpool | Stadio San Paolo\| Arbitro: \| Thorsten Kinhöfer \| |
| Arbitro:                               | Thorsten Kinhöfer |               |           |                                                     |

| Arbitro: | Saïd Ennjimi |

|            |           |                  |
| Duplan 60’ | Marcatori | 76’ (aut.) Schut |

| Arbitro: | Stanislav Sukhina |

|                           |           |                   |
| Gardoș 29’ Stancu 52’ 53’ | Marcatori | 33’ Dries Mertens |

| Arbitro: | Fredy Fautrel |

|                              |           |             |
| Gerrard 75’, 88’ (rig.), 89’ | Marcatori | 28’ Lavezzi |

| Arbitro: | Eduardo Iturralde González |

|                                            |           |                            |
| van Wolfswinkel 6’, 28’ (rig.) Demouge 35’ | Marcatori | 5’, 42’, 70’ (rig.) Cavani |

| Arbitro: | Bülent Yıldırım |

|            |           |               |
| Bonfim 61’ | Marcatori | 19’ Jovanović |

| Arbitro: | Pavel Královec |

|              |           |  |
| Cavani 90+3’ | Marcatori |  |

| Liverpool 15 dicembre 2010, ore 21:05 CET | Liverpool          | 0 – 0 referto | Utrecht | Anfield\| Arbitro: \| Kristinn Jakobsson \| |
| Arbitro:                                  | Kristinn Jakobsson |               |         |                                             |

### Gruppo L
| Squadra      | P.ti | G | V | P | S | GF | GS | DR  |
| ------------ | ---- | - | - | - | - | -- | -- | --- |
| Porto        | 16   | 6 | 5 | 1 | 0 | 14 | 4  | +10 |
| Beşiktaş     | 13   | 6 | 4 | 1 | 1 | 9  | 6  | +1  |
| Rapid Vienna | 3    | 6 | 1 | 0 | 5 | 5  | 12 | -7  |
| CSKA Sofia   | 3    | 6 | 1 | 0 | 5 | 4  | 10 | -6  |

#### Risultati
| Arbitro: | Laurent Duhamel |

|           |           |  |
| Ernst 90’ | Marcatori |  |

| Arbitro: | Douglas McDonald |

|                                   |           |  |
| Rolando 26’ Falcao 65’ Micael 77’ | Marcatori |  |

| Arbitro: | Aleksei Kulbakov |

|            |           |                      |
| Kavlak 51’ | Marcatori | 55’ Hološko 64’ Bobô |

| Arbitro: | Alon Yefet |

|  |           |            |
|  | Marcatori | 16’ Falcao |

| Arbitro: | Carlos Clos Gómez |

|            |           |                          |
| Bobô 90+3’ | Marcatori | 26’ Falcao 59’, 77’ Hulk |

| Arbitro: | Leontios Trattou |

|  |           |                           |
|  | Marcatori | 28’ Vennegoor 32’ Hofmann |

| Arbitro: | Simon Lee Evans |

|                   |           |                            |
| Salihi 56’ (rig.) | Marcatori | 50’ Yanchev 65’ Marquinhos |

| Arbitro: | Paolo Tagliavento |

|                   |           |           |
| Falcao 36’ (rig.) | Marcatori | 61’ Nihat |

| Arbitro: | Tom Harald Hagen |

|              |           |                           |
| Sheridan 79’ | Marcatori | 59’ Zápotočný 64’ Hološko |

| Arbitro: | Aleksandar Stavrev |

|             |           |                      |
| Trimmel 39’ | Marcatori | 42’, 86’, 88’ Falcao |

| Arbitro: | Peter Rasmussen |

|                        |           |  |
| Quaresma 32’ Ernst 45’ | Marcatori |  |

| Arbitro: | Claudio Circhetta |

|                                         |           |           |
| Otamendi 22’ Micael 54’ Rodríguez 90+3’ | Marcatori | 48’ Delev |